# Trouble (Ray LaMontagne)
Trouble è l'album di debutto di Ray LaMontagne ed è stato pubblicato nel settembre del 2004.

## Tracce
1. Trouble – 4:01
2. Shelter – 4:36
3. Hold You in My Arms – 5:06
4. Narrow Escape – 4:38
5. Burn – 2:54
6. Forever My Friend – 5:44
7. Hannah – 5:42
8. How Come – 4:32
9. Jolene – 4:10
10. All the Wild Horses – 3:18